# ЦСКА (стадіон)
Стадіон ЦСК ЗСУ (Стадіон Центрального Спортивного Клубу Збройних Сил України, ЦСК ЗСУ) — стадіон спортивного клубу Київського військового округу, у місті Києві. Збудований у 1964—1965 (архітектори: М. М. Шморгун, Ю. К. Білоус, І. І. Пономарьов). Трибуни футбольного поля мають 12 000 місць. Домашня арена футбольного клубу ЦСКА Київ.
Площа стадіону — 4,2 га.
Є майданчик для гандболу з трибунами на 1 000 місць, баскетбольне поле, тенісний корт і 4 волейбольні майданчики. На території стадіону у 1954—1955 роках збудовано плавальний басейн (архітектор Ф. В. Поліщук), реконструйований 2005 року. У головній залі — плавальний басейн (50x25 м) на 10 доріжок, трибуни на 1 500 місць.
Адреса: Проспект Повітряних Сил, № 2.
На відкритті київського стадіону СКА 1 травня 1951 року Віктор Цибуленко метнув гранату на 89,39 метра. Це був рекорд СРСР, який за наступні 40 років існування країни ніхто так і не побив.

## Міжнародні матчі

### Молодіжна збірна України
| Дата       | Статус | Господарі | Гості    | Рахунок |
| ---------- | ------ | --------- | -------- | ------- |
| 18-08-1999 | ТМ     | Україна   | Болгарія | 6-2     |
| 01-04-2003 | ТМ     | Україна   | Латвія   | 2-0     |

### Відбірковий турнір до юнацького чемпіонату Європи (U18) 1995 року
| Дата       | Команда | Рахунок | Команда  |
| ---------- | ------- | ------- | -------- |
| 16-10-1994 | Україна | 5-1     | Вірменія |
| 18-10-1994 | Грузія  | 3-0     | Вірменія |
| 20-10-1994 | Україна | 2-0     | Грузія   |

### Жіноча збірна України
| Дата       | Турнір            | Господарі | Гості      | Рахунок |
| ---------- | ----------------- | --------- | ---------- | ------- |
| 12-05-2002 | Відбір до ЧС 2003 | Україна   | Норвегія   | 1-1     |
| 10-05-2003 | Відбір до ЧЄ 2005 | Україна   | Португалія | 0-1     |
| 09-08-2003 | Відбір до ЧЄ 2005 | Україна   | Німеччина  | 1-3     |